# オケラ (植物)
オケラ（朮、白朮、学名: Atractylodes lancea）はキク科オケラ属の多年草である。近縁種とともに生薬として用いられる。また若芽を山菜として食用にもする。地方名が多数あり、ウケラ、カイブシ、カイブシノキ、カイブシコケラ、ウワオロシ、オケラッパ、エヤミグサなどとよばれている。中国植物名は、東蒼朮（とうそうじゅつ）、関蒼朮（かんそうじゅつ、關蒼术）、茅君寶篋(清異録)。

## 分布・生育地
日本の本州・四国・九州、朝鮮半島、中国東北部、極東ロシアに分布する。平地から低山にかけて、日当たりと水はけがよい山野や丘陵地に生え、草原や林中、林縁に自生しているのがよく見られる。

## 特徴
多年草。草丈は30 - 100センチメートル (cm) になる。全体に白い軟毛があり、特に春の芽だしのころが目立つ。雌雄異株で、根茎は木質でかたく、太くて長く、節があって芳香がある。春になると根茎から芽を出して、芽生えの上方の葉は筒状に巻いて立ち、下側から順に開いていく。春早く芽を出したオケラは綿毛をかぶっているが、伸びてゆくうちにこの毛がとれる。茎は細くてかたく直立し、芽が伸びるにつれて茎も葉も堅くなる。若芽を摘むと白い乳液が出る。
葉は互生し、上部の葉は葉柄が短く卵形から広楕円形の単葉、下部の葉は長い葉柄がついて羽状に3 - 5裂する。花序の下につく葉は羽状になる。葉身は革質でややかたく、裂片は楕円形で、葉縁にはノギとよばれる細かいトゲ状の鋸歯があり、裏面に毛がある。花期のころになると、根葉はなくなる。
花期は秋（9 - 10月）。茎頂に白色または淡紅紫色で目立つ花をつけ、径2 cmのアザミに似た筒状花だけの房状の頭状花序となる。雄しべと雌しべの両方を持つ両性株と、雌しべだけが機能する雌株がある。頭花の総苞を囲んで、羽状に分裂する針状の苞葉に囲まれているのが特徴的である。
果実は痩果で、暗褐色で、形は狭楕円形でやや平たい。果皮には長い伏毛が上向きに密生する。痩果よりも長い長さの揃った冠毛が多数つき、淡褐色で羽毛状である。果実期も、独特な苞葉が残る。

## 栽培
栽培は比較的容易で、日当たりを好み、湿気を嫌う性質がある。種蒔は3 - 5月頃が適期で、屋外の日当たりと水はけのよい、有機質の土壌に植えられる。水やりは週1回程度の降雨があれば不要である。真夏の直射日光や、特に西日が当たらないように工夫することが肝要となる。繁殖は秋に株分けで行われ、10 - 11月頃が適期とされる。

## 利用
春の若芽は食用、晩秋の根茎を薬用に利用する。「山でうまいはオケラにトトキ…」と昔から俚謡で唄われるほど、白毛に覆われた新芽は山菜としてよく知られている。晩秋の地上部が枯れた頃に掘り上げた根茎は、陰干しして利尿・健胃・整腸剤として生薬にする。正月の屠蘇散の材料としてもよく知られている。花はドライフラワーにも利用される。近縁にオオバナオケラ、ホソバオケラがあり、同様に利用できる。

### 生薬
オケラ属の本種と近縁種の根茎は、古くから朮（じゅつ）という生薬として利用された。中国原産で栽培されるものにオオバナオケラ A. ovata、ホソバオケラ A. lancea などがある。
根茎は薬用部位になり、蒼朮（ソウジュツ）、日本薬局方では白朮（ビャクジュツ）と称する生薬である。基原により白朮を区別する場合は、本種のものを和白朮、オオバナオケラのものを唐白朮という。中国では、ホソバオケラ、シナオケラ、オケラなどを蒼朮といい、白朮はオオバナオケラを充てている。白朮は、オケラの地上部の茎葉が枯れた11月ごろに、根茎を掘り上げて採取し、水洗いして土砂を落とし、外皮のコルク質を除いて陰干しして調整したものである。日本薬局方の規定では、中国原産のホソバオケラの根茎をそのまま、皮をむかずに乾燥したものが蒼朮としており、香味が優れており、日本でも栽培されている。なお、古くはホソバオケラなどの根茎（現在の蒼朮（ソウジュツ））の皮を剥いだものを白朮とも称しており、漢方古典でいう「白朮」と現在の白朮とは別のものを指すことがある。
根茎の芳香は精油によるもので、1.5 - 3%を含んでいる。この精油の主な成分は、アトラクチロン20%、セスキテルペン、アトラクチロジン、アセトアルデヒド、フルフラルデヒドなどである。アトラクチロンが嗅覚を刺激して、反射的に胃液の分泌を盛んにする。この精油には、胃から十二指腸へと胃の内容物を移動させる働きがあるといわれており、健胃を目的として用いられることもある。漢方では、これら精油成分が消化管内の停水を除き、吸収を促す駆水剤と考えられていて、四君子湯、補中益気湯、健脾湯などの漢方方剤に使われる。また屠蘇散にも白朮が用いられる。白朮1種だけで健胃や整腸に役立つものではなく、他の漢方薬との相乗効果によって配剤される。
民間では、悪心、嘔吐、下痢、膝関節腫痛、健胃、整腸、利尿、頻尿、むくみ、発汗解熱に効果が期待されていて、晩秋に根茎を掘り上げて刻み天日乾燥したものを、1日量3 - 10グラムを200 - 400 ccの水に入れて半量に煎じた温かい液を食前3回に分けて服用する用法が知られる。熱感がない冷える体質の人によいとされ、手足がほてり顔がのぼせる人や、胃腸に熱があってのどが渇く人には服用しないとされる。

### 山菜
新緑の4 - 6月ごろの白毛に包まれた若芽は食用になり、生育につれて毛が少なくなるころまでが山菜として利用されている。食味は、灰汁やクセがなく、キク科特有の芳香とおいしさがあると評されている。根元から摘み取って採集した若芽は、塩ひとつまみ入れた湯で軽く茹でて水にさらし、お浸しや和え物、煮物、酢の物に、生を天ぷら、汁の実にと、幅広く調理される。日なたに生えるものは全体に小型でかたくなるため、草地や半日陰に帰る物のほうが、食べるにはやわらかくてよいと言われている。
また若芽は塩漬けにして保存することもでき、必要なときに塩抜きして用いる。

## 人間との文化の関わり
8世紀に編まれた『万葉集』に、武蔵野の「うけら」の花を詠んだ歌がある。
刻んで焚くと、疫病よけになると信じられた。邪気を除くものとして神事にも用いられ、京都八坂神社では、除夜の鐘とともに正月に白朮（オケラの根茎）を焚く白朮祭（をけらさい）が行われており、この火を火縄に移して持ち帰り、これを火種に雑煮を煮て新年を祝う「おけら火」という行事がよく知られている。正月の風習で、一年の邪気を払い長寿を願って飲まれる屠蘇を作るときに使われる、屠蘇散の主原料としてもなじみ深い。
梅雨時に室内で焚き、カビ止めにも用いられていた。京都の呉服問屋では、古くからオケラの根茎を乾燥したものを燻蒸して、カビ除けとした。